# Christian Ritter
Christian Ritter (1650-1725) fou un compositor alemany.
Fou segon mestre de capella i organista de la cort de Dresden i primer mestre de la de Suècia, traslladant-se el 1704 a Hamburg. Ritter fou un músic de mèrit, i de les seves obres, poc conegudes, s'hi dedueix que exercí molta influència sobre Johann Sebastian Bach. En el Klavierbuchlen, de Johann Andreas Bach, hi ha una «suite en fa sostingut menor» i una sonata per a clave, i la Universitat d'Uppsala posseeix 19 peces del mateix autor. A principis del segle xx, R. Büchmayer descobrí en la Biblioteca Reial de Berlín un Te Deum, per a doble cor i orquestra, i en la Biblioteca de Lüneburg una cantata.